# 爆問×伯山の刺さルール!
『爆問×伯山の刺さルール!』（ばくもんはくざんのささルール）は、2022年4月6日から2023年9月20日までテレビ朝日で、『スーパーバラバラ大作戦』枠で毎週水曜日の0:15 - 0:45（火曜深夜）に放送されていたバラエティ番組。司会は爆笑問題と神田伯山。2021年10月6日から2022年3月23日までは『まさかのルールはなぜできた!? 作画プレゼン!刺さルール』（まさかのルールはなぜできた!? さくがプレゼン!ささルール）という番組名で、『ネオバラエティ2』（ネオバラエティ第2部）に放送されていた。

## 概要
2021年10月改編で、日曜未明（土曜深夜）に移動する『霜降りバラエティ』の後番組としてスタート。各国に実在する、変な「条文」「法律」「校則」などを紹介していく番組。そのルールの背景を出演者たちが自作のイラストや紙芝居でプレゼンをする。
2022年4月6日（5日深夜）放送回からは、「かつて大ブレイクし、今は驚きの副業でも活躍する芸人」のマイルールやこだわり、ルーティンなどを出題するクイズに爆笑問題らが大喜利で解答しそれを伯山が判定する「大喜利クイズ番組」にリニューアルした。
2023年7月12日（11日深夜）放送回から同年9月20日（19日深夜）放送の最終回にかけては、爆笑問題らがスキャンダルやニュースをオリジナル川柳で斬る「モンダイ川柳」を放送した。

## 出演者

### MC
- 爆笑問題（太田光・田中裕二）[2][3][注 1]
- 神田伯山[2][3]

### アシスタント
- 新内眞衣（2022年4月5日 - 2023年9月20日）[9]

### 進行
- 森山みなみ（テレビ朝日アナウンサー、2021年10月6日 - 2022年3月23日）

### 回答者
- ヒコロヒー
- せいや（霜降り明星）
- 嶋佐和也（ニューヨーク）

## ネット局
| 放送対象地域 | 放送局                 | 系列           | 放送日時                                        | 放送開始日                                               | ネット状況 | 備考     |
| ------------ | ---------------------- | -------------- | ----------------------------------------------- | -------------------------------------------------------- | ---------- | -------- |
| 関東広域圏   | テレビ朝日（EX）       | テレビ朝日系列 | 水曜 0:15 - 0:45（火曜深夜）                    | 2021年10月6日（5日深夜）                                 | 制作局     | 制作局   |
| 青森県       | 青森朝日放送（ABA）    | テレビ朝日系列 | 水曜 0:15 - 0:45（火曜深夜）                    | 2021年10月6日（5日深夜）                                 | 同時ネット | [ 注 2 ] |
| 岩手県       | 岩手朝日テレビ（IAT）  | テレビ朝日系列 | 水曜 0:15 - 0:45（火曜深夜）                    | 2021年10月6日（5日深夜）                                 | 同時ネット |          |
| 秋田県       | 秋田朝日放送（AAB）    | テレビ朝日系列 | 水曜 0:15 - 0:45（火曜深夜）                    | 2021年10月6日（5日深夜）                                 | 同時ネット |          |
| 山形県       | 山形テレビ（YTS）      | テレビ朝日系列 | 水曜 0:15 - 0:45（火曜深夜）                    | 2021年10月6日（5日深夜）                                 | 同時ネット |          |
| 福島県       | 福島放送（KFB）        | テレビ朝日系列 | 水曜 0:15 - 0:45（火曜深夜）                    | 2021年10月6日（5日深夜）                                 | 同時ネット |          |
| 新潟県       | 新潟テレビ21（UX）     | テレビ朝日系列 | 水曜 0:15 - 0:45（火曜深夜）                    | 2021年10月6日（5日深夜）                                 | 同時ネット |          |
| 長野県       | 長野朝日放送（abn）    | テレビ朝日系列 | 水曜 0:15 - 0:45（火曜深夜）                    | 2021年10月6日（5日深夜）                                 | 同時ネット |          |
| 静岡県       | 静岡朝日テレビ（SATV） | テレビ朝日系列 | 水曜 0:15 - 0:45（火曜深夜）                    | 2021年10月6日（5日深夜）                                 | 同時ネット |          |
| 沖縄県       | 琉球朝日放送 (QAB)     | テレビ朝日系列 | 水曜 0:15 - 0:45（火曜深夜）                    | 2021年10月6日（5日深夜）                                 | 同時ネット |          |
| 石川県       | 北陸朝日放送 (HAB)     | テレビ朝日系列 | 水曜 0:15 - 0:50（水曜深夜）                    | 2021年10月20日（19日深夜）                               | 遅れネット | [ 注 3 ] |
| 山口県       | 山口朝日放送（yab）    | テレビ朝日系列 | 木曜 0:45 - 1:15（水曜深夜）                    | 2021年10月21日（20日深夜）                               | 遅れネット |          |
| 福岡県       | 九州朝日放送（KBC）    | テレビ朝日系列 | 土曜 10:45 - 11:15金曜 0:50 - 1:20 （木曜深夜） | 2021年10月23日 - 2021年12月25日2022年1月21日（20日深夜） | 遅れネット |          |
| 富山県       | 富山テレビ（BBT）      | フジテレビ系列 | 土曜 0:59 - 1:30（月曜深夜）                    | 2021年11月20日（19日深夜）                               | 遅れネット |          |

### 単発放送
- 東日本放送（khb） - 2021年10月16日以降不定期に放送。
- 北海道テレビ（HTB） - 2021年10月17日以降不定期に放送。
- 熊本朝日放送（KAB） - 2021年10月26日（25日深夜）以降不定期に放送。
- 鹿児島放送（KKB） - 2021年10月26日（25日深夜）以降不定期に放送。
- 大分朝日放送（OAB） - 2021年11月9日（8日深夜）以降不定期に放送。
- 長崎文化放送（ncc） - 2021年12月11日以降不定期に放送。
- 広島ホームテレビ（HOME） - 2021年12月23日（22日深夜）以降不定期に放送。
- 朝日放送テレビ（ABC TV）-2022年12月24日（23日深夜）以降不定期に放送。[注 5]。

## スタッフ
●=2022年10月より加入
- ナレーター：谷昌樹（●）
- 構成 - 鈴木おさむ、谷口マサヒト（谷口→●）、秋葉高彰、野口悠介
- 統括 - 樋口圭介（テレビ朝日、2022年6月までゼネラルプロデューサー）
- TM - 小林恭大（テレビ朝日、●）
- TD - 平間隆啓（以前はSW兼務）
- カメラ - 中村郁夫（●）
- 音声 - 中田孝也
- VE - 坂野遼太郎
- 照明 - 小倉康裕
- 美術 - 出口智浩（テレビ朝日）、吉村純子（テレビ朝日クリエイト）
- デザイン - 森みどり（テレビ朝日クリエイト、以前は美術デザイン）
- 美術進行 - 渡邊眞太郎（テレビ朝日クリエイト）
- 大道具 - 相澤広瀬（●）
- 電飾(●) - 町端航（●）
- スタイリスト - 植田雅恵
- メイク - 川口カツラ店
- EED - 鈴木建介（ザ・チューブ、●）
- MA - 大野夏希（ザ・チューブ、●）
- 音効 - 林正貴（●）
- 編成 - 熊谷和也・大塚脩平（共にテレビ朝日、●）
- 宣伝 - 山口萌（テレビ朝日）
- デスク - 藪田早加（テレビ朝日）
- リサーチ - コラボレーション
- 協力 - 東京オフラインセンター
- 制作進行(●)  - 高野裕基（●、2022年9月までは制作スタッフ）
- アシスタントディレクター(●)  - 大平晴紀、田中友浩、野田甲斐（全員→●、田中→2022年9月までは制作スタッフ）
- アシスタントプロデューサー - 篠(直)原史歩（●）
- ディレクター - 吹田雅信、雨宮智史、金山将世（雨宮・金山→●）
- 演出 - 細田翔太郎（テレビ朝日、●）
- プロデューサー - 荻野健太郎（テレビ朝日）、福井義典（東通企画）、菊地裕衣子（荻野・福井・菊地→●、菊地→2022年9月まではアシスタントプロデューサー）
- プロデューサー/ディレクター(●)  - 前川譲（テレビ朝日、●、以前はプロデューサー）
- ゼネラルプロデューサー - 奥田創史（テレビ朝日、●）
- 制作協力 - クリエイトアソシエイツ（●）
- 制作 - テレビ朝日ビジネスソリューション本部 コンテンツ編成局第2制作部
- 制作著作 - テレビ朝日

### 過去のスタッフ
- ナレーター - 村串奈々子（2022年9月まで）
- 構成 - 都築浩（途中から2022年9月まで）
- TM - 高田格（テレビ朝日）
- CAM - 佐藤邦彦、玉出康裕、高橋広
- 音声 - 鈴木涼太
- 照明 - 竹内未来
- 美術デザイン - 森崎愛美（テレビ朝日、●）
- 美術進行 - 高木由樹（テレビ朝日クリエイト）
- 大道具 - 吉村宏嗣
- EED - 捧信人、土谷友紀（共にRay）
- MA - 岡田岳（Ray）
- 音効 - 矢部公英
- 字幕制作 - テレビ朝日クリエイト
- 編成 - 柳井寛史・小宮立千・泉良樹（共にテレビ朝日）
- 統括 - 奥川晃弘（テレビ朝日、2022年6月まで）
- 制作スタッフ - 手塚達也（手塚→途中から）、金輝容、松岡薫野、安里郁乃、茂木悠里（安里・茂木→●、安里→2022年9月までは制作スタッフ）
- アシスタントプロデューサー - 加藤朗紀子、鈴木園子（鈴木→途中から）
- ディレクター - 鵜飼和也、小名大輝、下村彩人、横堀健悟、根ヶ山高弘、鈴木鴻司（下村・鈴木→●）
- 演出 - 木津優（テレビ朝日）
- プロデューサー - 北村麻美[3]（テレビ朝日）、三井保夫（東通企画）
- ゼネラルプロデューサー - 久保信広（テレビ朝日、2022年7月4日 - 2022年9月27日）
- 制作協力 - 東通企画

### 備考
1. ↑  番組内では「特別審査員」とのテロップ表記となっている。
2. ↑  初回放送のみ、開局30周年記念特番放送の為時差ネット。
3. ↑  2021年12月28日（27日深夜）までは水曜 0:20 - 0:53（火曜深夜）に放送。2022年1月19日（18日深夜）から0:20 - 0:50に変更。4月からはテレビ朝日と同時刻となるが、遅れネットを継続。
4. ↑  2021年11月6日、2021年12月25日は土曜 10:15 - 10:45に放送時間を変更して放送。
5. ↑  2021年11月8日（7日深夜） - 2021年12月13日（12日深夜）の月曜 0:25 - 1:00（日曜深夜）に放送していた